# Sistem za upravljanje učenja
Sistem za upravljanje učenja (LMS, angleško Learning Management System) je program, ki je namenjen za upravljanje in dostavo učnih vsebin in virov študentom.
Večina sistemov za upravljanje učenja temeljiv na spletnih tehnologijah, ki omogočajo dostopnost kadarkoli in kjerkoli do učnih vsebin in administracijo.